# John Kavanagh
Pour les personnes ayant le même patronyme, voir Kavanagh.
John Kavanagh est un acteur irlandais. 

## Biographie
John Kavanagh a joué dans plus de vingt films et de nombreuses émissions télévisées. 
Il est le frère d'Anne Bushnell et le père de l'actrice Rachel Kavanagh.

## Filmographie

### Acteur

#### Cinéma
- 1970 : L'Évasion du capitaine Schlütter : Police Dispatcher (non crédité)
- 1970 : Paddy (en) : Willie Egan
- 1982 : The Ballroom of Romance : Bowser Egan
- 1983 : Attracta : Mr. Devereux
- 1984 : Cal : Skeffington
- 1986 : The Fantasist : Robert Foxley
- 1987 : Bellman and True de Richard Loncraine : Donkey
- 1988 : Joyriders : Manager
- 1990 : Fools of Fortune : Johnny Lacy
- 1992 : Le Cheval venu de la mer : Hartnett
- 1994 : Parfum de scandale : Canon Murtagh
- 1995 : Braveheart de Mel Gibson : Craig
- 1995 : Le Cercle des amies : Brian Mahon
- 1996 : Some Mother's Son de Terry George : Cardinal
- 1997 : Le Garçon boucher (Butcher Boy) : Dr Boyd
- 1997 : The Informant : IRA Chief
- 1998 : Les Moissons d'Irlande : Père Carlin
- 1998 : Pete's Meteor : Sergeant Maloney
- 1999 : A Love Divided : Bishop Staunton
- 1999 : The Harpist : Puder
- 2001 : Last Days in Dublin
- 2002 : Puckoon : Haggerty
- 2003 : Mystics : Gerry the Barman
- 2004 : Alexandre d'Oliver Stone : Parménion
- 2004 : The Halo Effect : Stan
- 2006 : Le Dahlia noir de Brian De Palma : Emmett Linscott
- 2006 : The Tiger's Tail : Mari de Harry (Oona)
- 2007 : War and Destiny : Reverend Smith
- 2010 : The Runway : Seamus
- 2013 : En secret : Inspecteur Michaud
- 2013 : The Bachelor Weekend : Père de Fionan
- 2013 : The Invisible Woman : Rev. William Benham (en tant que Mr. John Kavanagh)
- 2016 : Florence Foster Jenkins de Stephen Frears : Arturo Toscanini
- 2018 : Supervized

#### Courts-métrages
- 1993 : Horse
- 1996 : Fishing the Sloe-Black River
- 1999 : 7th Heaven
- 2000 : Buskers
- 2003 : Summit
- 2004 : The Wonderful Story of Kelvin Kind
- 2012 : Green
- 2012 : The Court Astronomer
- 2015 : The Great Wide Open
- 2016 : Jewels
- 2017 : Lost Memories

#### Télévision

##### Séries télévisées
- 1974 : Childhood : Daniel Corkery
- 1978 : The Burke Enigma : Détective Sergeant Tony Hannon
- 1984 : Caught in a Free State : Col. Brian Dillon
- 1984 : Singles : Clive
- 1985 : The Irish R.M. : Canon Crotty
- 1985 : The Price : Kearney
- 1988 : Echoes : Dock Dillon
- 1988 : Monstres et Merveilles : Beggar
- 1989 : Theatre Night : Marshall
- 1990-1993 : Screenplay : Sean Kerrigan / Père Dade / Superintendent O'Kelly / ...
- 1991 : 4 Play : Luke
- 1991 : Children of the North : Seamus Reilly
- 1993 : Doctor Finlay : Jack Malloy
- 1993 : Les Règles de l'art : Hennessey
- 1993 : Maigret : Jean Ramuel
- 1994 : Scarlett : Jamie O'Hara
- 1995 : Performance : Adolphus Grigson
- 2001 : Rebel Heart (en) : Eugene O'Brien
- 2007-2008 : Les Tudors : Cardinal Campeggio
- 2008 : Inspecteur George Gently : Doyle
- 2009 : Father & Son : John O'Connor
- 2009 : Holby City : Père Thomas Logan
- 2009 : The Clinic : Simon Lund
- 2012 : Titanic : De sang et d'acier : Edward Carson
- 2013-2020 : Vikings : Voyant / Pape Léon IV
- 2015 : Vikings : Athelstan's Journal : Voyant
- 2022-2023 : Vikings: Valhalla : Voyant

##### Téléfilms
- 1984 : Children in the Crossfire : Père de Beth
- 1984 : The Country Girls : James
- 1990 : The Investigation : Inside a Terrorist Bombing : Z
- 1993 : Bad Company : Patrick Molloy
- 1995 : Sharpe's Sword : Père Curtis
- 1997 : Painted Lady : Michael Longley
- 1997 : The Tale of Sweeney Todd : Rutledge
- 1999 : Vicious Circle : Chef de l'IRA Charlie Rice
- 2002 : Sinners : Frank
- 2003 : Benedict Arnold : A Question of Honor : Juge Shippen
- 2013 : Jack Taylor : Priest : Père Royce